# Поглавник
Поглавник (хорв. Poglavnik, произносится [pǒɡlaːʋniːk] — «вождь», «лидер») — диктаторская должность в тоталитарном Независимом государстве Хорватия (НГХ) (1941—1945). Единственным в должности был Анте Павелич, лидер хорватского революционного движения — Усташей и фактический руководитель Хорватии (1943—1945).
В сентябре 1943 года, после капитуляции Италии и последующего отречения Томислава II от хорватского престола, стала официальной должностью главы государства. У Павелича были неограниченные полномочия издавать указы или назначать министров правительства на протяжении всего существования НГХ. После падения режима Усташей название должности использовалось в качестве псевдонима для Павелича.

## Этимология
Впервые этот термин был зафиксирован в словаре XVI века, составленном Фаусто Вранчичем, как хорватский термин для латинского слова «princeps».
Согласно словарю Владимира Анича «Rječnik hrvatskoga jezika» (Хорватский словарь) и Хорватскому энциклопедическому словарю, слово происходит от прилагательной формы «poglavit», которую можно перевести как «в первую очередь» или «почтенный, уважаемый, благородный». Прилагательное, в свою очередь, является соединением хорватской приставки «po-» и праславянского слова «glava», что в переводе «голова».
Другими близкими словами, используемыми в современном хорватском языке, являются «poglavar» (глава государства или вождь) и «poglavica» (вождь племени).

## История
Анте Павелич впервые стал именовался «поглавником», когда был указан официальным лидером движения Усташей в учредительном уставе 1930 года, во время своего изгнания в Италии.
После вторжения в Югославию и создания марионеточного государства титул продолжал использоваться для Павелича, и его значение стало эквивалентно «фюреру» в Германии.
Юридически его функции не оговаривались в конституции или в каком-либо другом законодательном акте. С мая 1941 по октябрь 1943 года Хорватия формально была королевством, а главой государства был король Томислав II, итальянский принц. Таким образом, должность «поглавника», которую занимал Анте Павелич, де-факто соответствовала должности премьер-министра страны. После выхода Италии из Второй мировой войны в сентябре 1943 года Павелич взял на себя управление государством, в то время как Никола Мандич был официально назначен премьер-министром.
8 мая 1945 года, в ходе гражданского сопротивления (в лице коммунистически настроенных партизанских отрядов), Народно-освободительная армия Югославии под командованием Иосипа Броза Тито (премьер-министра ДФЮ) полностью установила контроль над территорией НГХ. Несмотря на это, Павелич продолжал быть «поглавником» во время послевоенного изгнания и вплоть до своей смерти в 1959 году.

## Современное использование
Поскольку титул (изначально обозначавший вождя или главу) использовался фашистским движением, сейчас он не используется в своём первоначальном значении, так как после Второй мировой войны стал прочно ассоциироваться с фигурой Павелича и приобрёл отрицательную коннотацию.